# Russell Riches
Russell Riches (17 ottobre 1946 – Geelong, 20 ottobre 2016) è stato un cestista australiano.

## Carriera
Con l'Australia ha disputato i Campionati del mondo del 1970, segnando 6 punti in 5 partite.